# Soulja Girl
Soulja Boy är den andra singeln av rapparen Soulja Boy Tell 'Em. Låten, som gästas av i15, släpptes som singel 3 oktober 2007.

## Listplaceringar
| Lista (2007)                         | List- position |
| ------------------------------------ | -------------- |
| Kanada                               | 75             |
| Nya Zeeland                          | 10             |
| U.S. Billboard Hot 100               | 32             |
| U.S. Billboard Hot R&B/Hip-Hop Songs | 13             |
| U.S. Billboard Hot Rap Tracks        | 6              |
| U.S. Billboard Pop 100               | 45             |

### Fotnoter
1. 1 2  Soulja Boy - Music Charts aCharts.us
2. 1 2 3 4   Arkiverad 7 november 2012 hämtat från the Wayback Machine. Billboard.com